# Max Matsuura
Masato Matsuura (松浦 勝人, Matsuura Masato), mais conhecido pelo pseudônimo de Max Matsuura (松浦 マックス, Matsuura Makkusu) é atualmente presidente de empreendimentos da Avex Group. Ele é produtor de gravações musicais e é mais conhecido por ter descoberto (ou redescoberto) Ayumi Hamasaki e ressuscitado a carreira de Ami Suzuki.

## Perfil
- Nome Real : Matsuura Masato (松浦真在人)
- Data de Nascimento : 1° de outubro de 1964
- Local de Nascimento : Prefeitura de Kanagawa